# سوق شرق (مسرحية)
سوق شرق هي مسرحية عُرضت على مسرح نادي القادسية الكويتي إنتاج مسرح السلام عام 2000 م. من تأليف عبد العزيز المسلم وإخراج عبد الناصر الزاير، تصميم الاستعراض علي الفرحان.

## الممثلين
- عبد الرحمن العقل
- عبد العزيز المسلم
- انتصار الشراح
- شهد الياسين
- عماد العكاري
- سعود الشويعي
- سعيد الملا
- علي الفرحان
- ناصر حمود

## حقائق
- تعتبر سوق شرق اضخم انتــاج مسرحي لمسرح السلام بوقتها وهي على غرار مسرحية «هالو بانكوك» ذلك الخط المسرحي الذي توقف عنه منــذ فتـرة وقد لاقت النجاح المميز.
- جسد عبد العزيز المسلّم في هذه المسرحية العديد من الأدوار: أحد المتزوجين بسوق شرق عام 2000 ـ صالح في زمن الماضي ـ أيمن الذي يدرس في المدرسة الخاصة سنة 2000 ـ بوعبدالله في سنة 2020.
- أنتج من مسرحية سوق شرق نسخة أخرى في عام 2004 م وعرضت في البحرين وهي مسرحية كول يا شباب

## مسرحيات ذات علاقة
- كول يا شباب

| سبقه قصر الرعب | أعمال مسرح السلام 2000 و2001 | تبعه البيت المسكون 2 |